# 包装米飯
包装米飯（ほうそうべいはん）、通称パックごはんとは米飯を気密な容器にパックし、保存が効くようにしたもの。

## 概要
製法によって「レトルト米飯」と「無菌化包装米飯」の二種類に大別される。包装後に加圧・加熱（炊飯、殺菌）を行う（すなわちレトルトパウチする）のがレトルト米飯であり、初めから無菌室内で炊飯・包装を行ったものが無菌化包装米飯である。
電子レンジまたは湯煎にかけて加熱して食べる。ともに180～200グラム程度（概ね小ぶりの茶碗1杯分）の個食用パックが多く見られるが、「大盛」・「特盛」と謳った250～300グラム程度の製品や、無菌化米飯には大袋入りの製品も存在する。
レトルト米飯が初めに市販されたのは1973年である。最初の製品は赤飯であり、しばらくは赤飯の製品が多くを占めていたが後に白飯、混ぜご飯、粥なども製品化された。蒸気による予備加熱と加水、そしてパウチ後の加圧・加熱という製造工程は白飯の炊飯過程として理想的ではなく、レトルト米飯はむしろ赤飯（もち米を含む）や粥（水分を多く含む）に適している。
対する無菌化包装米飯はやや遅れ、1987年頃に登場し、サトウ食品「サトウのごはん」のヒットで定着した。加圧処理を行わないため通常の炊飯により近い食感を保つことができ、風味などの点でレトルト米飯に勝っている。そのためもあってか、無菌化包装米飯は登場して以来、徐々にレトルト米飯に取って変わりつつある。常温で保存可能な期間は数ヶ月である。
かつて任天堂の多角化経営策の一環として設立された三近食品は、1959年に「インスタントライス」を開発した。これは前述の包装米飯2種とは異なり、熱湯を注いで3分間待った後に湯を切って食するという、現在のカップ焼きそばに類似した調理法を用いたものだった。とある大学の研究室に依頼して試作品を製造したものの、調理後の米はどろどろの粥のようになる上に味もよくなく、当時の山内溥社長が試食した際にはあまりの不出来ぶりに落胆したという。それでも販売に踏み切ったもののほとんど売れず、結局失敗に終わっている。
日本国内における1997年 - 2019年の年間生産量は以下のようになっている。
| -        | 1997年 | 1998年 | 1999年 | 2000年 | 2001年 | 2002年 | 2003年 | 2004年 | 2005年 | 2006年 | 2007年 | 2008年 | 2009年 | 2010年 | 2011年  | 2012年  | 2013年  | 2014年  | 2015年  | 2016年  | 2017年  | 2018年  | 2019年  |
| -------- | ------ | ------ | ------ | ------ | ------ | ------ | ------ | ------ | ------ | ------ | ------ | ------ | ------ | ------ | ------- | ------- | ------- | ------- | ------- | ------- | ------- | ------- | ------- |
| レトルト | 2.1万  | 1.5万  | 16,563 | 22,892 | 22,834 | 21,840 | 19,378 | 18,354 | 17,587 | 21,744 | 21,884 | 18,701 | 19,910 | 18,739 | 26,800  | 25,356  | 30,601  | 33,270  | 30,685  | 27,856  | 27,807  | 28,163  | 27,474  |
| 無菌包装 | 2.7万  | 3.5万  | 53,970 | 55,615 | 58,246 | 66,316 | 79,165 | 87,995 | 88,607 | 93,691 | 97,288 | 98,399 | 97,982 | 99,409 | 110,139 | 116,999 | 127,749 | 136,092 | 136,886 | 145,326 | 161,068 | 170,218 | 182,797 |

## 主な包装米飯メーカー
- 株式会社ごはん（新潟県中魚沼郡津南町）
- サトウ食品（新潟県新潟市東区）
- 越後製菓（新潟県長岡市）
- 東洋水産（東京都港区）
  - フクシマフーズ（東洋水産グループ。福島県伊達郡桑折町）
- エスビー食品（東京都中央区）
- テーブルマーク（東京都中央区）
- はごろもフーズ（静岡県静岡市清水区）
- ウーケ（富山県下新川郡入善町）
- 松任市農業協同組合（JA松任。石川県白山市）
- たかの（新潟県小千谷市）